# Journal of Biological Inorganic Chemistry
Das Journal of Biological Inorganic Chemistry, abgekürzt J. Biol. Inorg. Chem., ist eine wissenschaftliche Zeitschrift, die vom Springer-Verlag veröffentlicht wird. Die erste Ausgabe erschien im Februar 1996. Derzeit erscheint die Zeitschrift achtmal im Jahr. Sie ist die offizielle Zeitschrift der Society of Biological Inorganic Chemistry. Der Focus der Artikel liegt auf der Rolle von Metallionen in der biologischen Matrix.
Der Impact Factor lag im Jahr 2019 bei 3,246. Nach der Statistik des ISI Web of Knowledge wurde das Journal 2014 in der Kategorie Biochemie und Molekularbiologie an 157. Stelle von 289 Zeitschriften und in der Kategorie Anorganische und Nuklear-Chemie an neunter Stelle von 44 Zeitschriften geführt.
Chefredakteur ist Nils Metzler-Nolte, Ruhr-Universität Bochum, Deutschland.